# Chaetomella
Chaetomella is een geslacht van schimmels behorend tot de familie Chaetomellaceae.

## Soorten
Volgens Index Fungorum telt het geslacht 25 soorten (peildatum februari 2023):
| Soortnaam                     | Auteur(s)                                | Publicatiejaar |
| ----------------------------- | ---------------------------------------- | -------------- |
| Chaetomella acutiseta         | B. Sutton & A.K. Sarbhoy                 | 1976           |
| Chaetomella andropogonis      | Cooke & Ellis                            | 1878           |
| Chaetomella beticola          | Oudem.                                   | 1902           |
| Chaetomella cavallii          | Mattir.                                  | 1908           |
| Chaetomella cinnamomea        | (Thirum. & P.N. Mathur) Petr.            | 1965           |
| Chaetomella circinata         | Bres. & Torrend                          | 1913           |
| Chaetomella cycadina          | R. Rao & Bahekar                         | 1964           |
| Chaetomella flavoviridis      | Torrend                                  | 1913           |
| Chaetomella gasteriae         | Trinchieri                               | 1909           |
| Chaetomella helicotricha      | Torrend                                  | 1913           |
| Chaetomella heteropogonis     | Gonz. Frag.                              | 1924           |
| Chaetomella horrida           | Oudem.                                   | 1902           |
| Chaetomella hypogaea          | (D.V. Singh & A.K. Sarbhoy) A.K. Sarbhoy | 1984           |
| Chaetomella indica            | Syd.                                     | 1937           |
| Chaetomella lygei             | Gonz. Frag.                              | 1926           |
| Chaetomella madeirensis       | Torrend                                  | 1913           |
| Chaetomella oblonga           | Fuckel                                   | 1870           |
| Chaetomella ochracea          | Torrend                                  | 1913           |
| Chaetomella pseudocircinoseta | Crous & Carnegie                         | 2019           |
| Chaetomella raphigera         | Swift                                    | 1930           |
| Chaetomella tinosporae        | Bahekar                                  | 1966           |
| Chaetomella tritici           | Tehon & E.Y. Daniels                     | 1925           |
| Chaetomella viridescens       | Torrend                                  | 1912           |
| Chaetomella viridiolivacea    | Torrend                                  | 1912           |
| Chaetomella zambiensis        | Crous                                    | 2014           |